# 謙吾
謙吾（けんご、1976年1月31日 - ）は、日本の元男子総合格闘家。ラグビー指導者。埼玉県越谷市出身。

## 来歴

### ラグビー
幼い頃はプロレスラーのアントニオ猪木に憧れ、中学校時代は水泳をやっていた。ラグビー部を題材にしたドラマ「スクール☆ウォーズ」に刺激され、埼玉県立草加高等学校からラグビーに熱中。県選抜メンバーとして国体に出場。高校日本代表に選出され海外遠征も経験した。進学した大東文化大学ラグビー部では1年生からレギュラーとなり、2年生の時には関東大学ラグビーリーグ戦グループで優勝。4年生では主将となり、関東大学ラグビーリーグ戦グループベストフィフティーンにも選ばれ、また日本代表候補にも選ばれた。大学時代には、明治大学ラグビー部に所属し後にプロレスラーとなった鈴木健想と対戦歴がある。

### 総合格闘技
1998年1月、社会人ラグビー部を擁する多数の大手企業からのスカウトがありながら、大学卒業と同時にパンクラスに入団。東京道場所属となる。
1998年9月、パンクラス旗揚げ5周年記念興行日本武道館大会でプロデビュー。対戦相手は、元パンクラス王者で当時最強と言われていたバス・ルッテンだった。ルッテンを相手に臆することなく真正面から打撃で打ち合うも3回ダウンを奪われTKO負け。
2000年9月24日のジョー・チャールズ戦からリングネームを本名から謙吾に変更した。
2001年8月18日、DEEP2001でドス・カラスJrと対戦し、ひじの脱臼によりTKO負け。
2002年3月30日、DEEP2001でドス・カラスJrと再戦。チョークスリーパーで一本勝ちを収めリベンジに成功した。
2003年5月2日、新日本プロレスでLYOTOとULTIMATE CRASHルールで対戦し、0-3の判定負け。
2003年8月6日、、パンクラスism所属のままアメリカ合衆国ラスベガスにあるジョン・ルイスの道場で武者修行を行うことを発表。
2003年11月2日、アメリカ合衆国サンディエゴで開催されたKing of the Cageでウェイド・シップと対戦し、パウンドによりTKO負け。
2005年8月22日、アメリカ合衆国ロサンゼルスを拠点に活動することを発表した。
2006年4月29日、K-1ラスベガス大会のトーナメント戦に出場。謙吾にとって初の立ち技での試合であったが開始40秒でゲーリー・グッドリッジにKO負けを喫した。
2008年6月17日、引退を発表。

## 人物・エピソード
- 2005年に映画『あずみ2 Death or Love』に主人公・あずみ（上戸彩）の前に立ちふさがる真田幸村からの刺客、上野甲賀衆の一人・六波（ろっぱ）役として出演した。
- 引退後は、WWEジャパンでのグッズ管理の仕事を経て、現在は前田日明のマネージャーをしている。
- 2013年に中央大学ラグビー部のウエイトコーチに就任した。

## 戦績

### 総合格闘技
| 総合格闘技 戦績 | 総合格闘技 戦績 | 総合格闘技 戦績 | 総合格闘技 戦績 | 総合格闘技 戦績 | 総合格闘技 戦績 | 総合格闘技 戦績 |
| --------------- | --------------- | --------------- | --------------- | --------------- | --------------- | --------------- |
| 24 試合         | (T)KO           | 一本            | 判定            | その他          | 引き分け        | 無効試合        |
| 8 勝            | 4               | 2               | 2               | 0               | 3               | 0               |
| 13 敗           | 5               | 3               | 5               | 0               | 3               | 0               |

| 勝敗 | 対戦相手               | 試合結果                             | 大会名                          | 開催年月日     |
| ○    | WAKASHOYO              | 1R 0:20 TKO（パウンド）              | CAGE FORCE EX -western bound-   | 2007年2月17日  |
| ×    | 桜木裕司               | 3R 0:06 KO（左ハイキック）           | PANCRASE 2005 SPIRAL TOUR       | 2005年2月4日   |
| ×    | ジェームス・リー       | 1R 0:55 チョークスリーパー           | PANCRASE 2004 BRAVE TOUR        | 2004年12月21日 |
| ×    | アレックス・ロバーツ   | 5分2R終了 判定1-2                    | PANCRASE 2004 BRAVE TOUR        | 2004年9月24日  |
| △    | 保坂忠広               | 5分2R終了 判定1-1                    | PANCRASE 2004 BRAVE TOUR        | 2004年4月23日  |
| ×    | ウェイド・シップ       | 1R 3:42 TKO（パウンド）              | KOTC 30: The Pinnacle           | 2003年11月2日  |
| ×    | LYOTO                  | 5分3R終了 判定0-3                    | 新日本プロレス ULTIMATE CRUSH   | 2003年5月2日   |
| ○    | 奥山哮司               | 5分2R終了 判定2-0                    | PANCRASE 2003 HYBRID TOUR       | 2003年2月16日  |
| ×    | 石井淳                 | 5分2R終了 判定0-3                    | PANCRASE 2002 SPIRIT TOUR       | 2002年12月21日 |
| ×    | ロン・ウォーターマン   | 1R 2:23 V1アームロック               | PANCRASE 2002 SPIRIT TOUR       | 2002年9月29日  |
| ○    | コブラ                 | 1R 2:31 腕ひしぎ十字固め             | PANCRASE 2002 SPIRIT TOUR       | 2002年7月28日  |
| ○    | 橋本友彦               | 1R 4:17 TKO（パウンド）              | PANCRASE 2002 SPIRIT TOUR       | 2002年5月11日  |
| ○    | ドス・カラスJr         | 2R 3:56 チョークスリーパー           | DEEP2001 4th IMPACT in NAGOYA   | 2002年3月30日  |
| ×    | ドス・カラスJr         | 1R 0:50 TKO（右肘の脱臼）            | DEEP2001 in YOKOHAMA            | 2001年8月18日  |
| －   | ジェイソン・ドレクセル | 1R 3:36 無効試合（ドクターストップ） | 真撃 第1章                      | 2001年6月14日  |
| ×    | ティム・レイシック     | 1R 3:23 KO（パンチ）                 | PANCRASE 2001 PROOF TOUR        | 2001年3月31日  |
| ○    | 大刀光                 | 1R 0:22 KO（パンチ連打）             | DEEP2001                        | 2001年1月8日   |
| ○    | キカリシビリ・ラマズ   | 1R 8:58 KO（パウンド）               | PANCRASE 2000 TRANS TOUR        | 2000年12月4日  |
| ○    | ジョー・チャールズ     | 10分1R終了 判定3-0                   | PANCRASE 2000 TRANS TOUR        | 2000年9月24日  |
| △    | ボブ・スタインズ       | 15分1R終了 時間切れ                  | PANCRASE 1999 BREAKTHROUGH TOUR | 1999年4月18日  |
| ×    | 窪田幸生               | 10分終了 判定0-3                     | PANCRASE 1999 BREAKTHROUGH TOUR | 1999年2月11日  |
| △    | ジョン・ローバー       | 15分1R終了 時間切れ                  | PANCRASE 1998 ADVANCE TOUR      | 1998年12月19日 |
| ×    | 稲垣克臣               | 10分終了 判定0-2                     | PANCRASE 1998 ADVANCE TOUR      | 1998年11月29日 |
| ×    | ジェイソン・ゴドシー   | 1:28 チョークスリーパー              | PANCRASE 1998 ADVANCE TOUR      | 1998年10月4日  |
| ×    | バス・ルッテン         | 2:58 TKO（掌打）                     | PANCRASE 1998 ADVANCE TOUR      | 1998年9月14日  |

### キックボクシング
| 勝敗 | 対戦相手               | 試合結果               | 大会名                                          | 開催年月日    |
| ×    | ゲーリー・グッドリッジ | 1R 0:40 KO（右フック） | K-1 WORLD GP 2006 in LAS VEGAS 【USA GP 1回戦】 | 2006年4月29日 |